# سامانتا بادرا (بودیساتوا)
سمنته‌بدره  (انگلیسی: Samantabhadra) یک بوداسف (کسی که در مسیر بودا شدن قرار گرفته) در آیین بودایی مهایانه است. سمنته‌بدره نماد مراقبه، فضیلت، و عمل درست است. او اغلب در کنار منجوشری، بوداسف خرد، به تصویر کشیده می‌شود. در بودیسم چینی، این دو بوداسف در کنار بوداسف اولوکیتشوره (نماد شفقت) و بوداسف کسیتیگاربها (نماد نجات)، به عنوان چهار بوداسف بزرگ شناخته می‌شوند.
نام سمنته‌بدره در سانسکریت به معنای «او که کاملاً فرخنده است» یا «مقدس جهانی» می‌باشد. او معمولاً به صورت یک بوداسف مذکر بر روی یک فیل سفید به تصویر کشیده می‌شود. فیل سفید نماد قدرت، ثبات، و عزم راسخ در مسیر معنوی است.
سمنته‌بدره به عنوان محافظ و راهنمای کسانی که در مسیر معنوی هستند، شناخته می‌شود. او به آنها کمک می‌کند تا بر موانع غلبه کنند و به روشن‌گری برسند. همچنین، او نماد مهربانی و شفقت است و به همه موجودات کمک می‌کند تا از رنج رهایی یابند.
در آیین بودایی، سمنته‌بدره به عنوان یک شخصیت مهم در تمرین مراقبه (درون‌کاوی) و توسعه فضایل اخلاقی مورد احترام است. او به پیروان خود می‌آموزد که چگونه با تمرین درون‌کاوی و پرورش مهربانی و شفقت، به بوداشدگی برسند.